# Човен Галілейського моря
Човен Галілейського моря (івр. הסירה מגינוסר; дослівно — човен Генісаретського озера), також відомий як човен Ісуса — стародавній рибальський човен I століття нашої ери, виявлений у 1986 році на північно-західному березі Генісаретського озера (відомого також як Галілейське море) в Ізраїлі. Залишки човна довжиною 8,3 метра, шириною 2,3 метра і максимальною збереженою висотою 1,3 метра вперше з'явилися під час посухи, коли води Моря (насправді велике прісноводне озеро) відступило. Окрім датування, немає жодних доказів, які б пов'язували човен з Ісусом чи його учнями.

## Відкриття та розкопки
Залишки стародавнього галілейського човна знайшли брати, рибалки з кібуцу Гіносар. Брати були затятими археологами-аматорами, зацікавленими у виявленні артефактів із минулого Ізраїлю. Вони завжди сподівалися одного дня знайти човен у Галілейському морі, де вони та покоління їхньої родини рибалили. У 1986 році, після кількох посушливих років, рівень Галілейського моря впав особливо низько і Моше та Юваль Луфан виявили на висохлому дні кілька іржавих цвяхів і дерев'яних уламків.

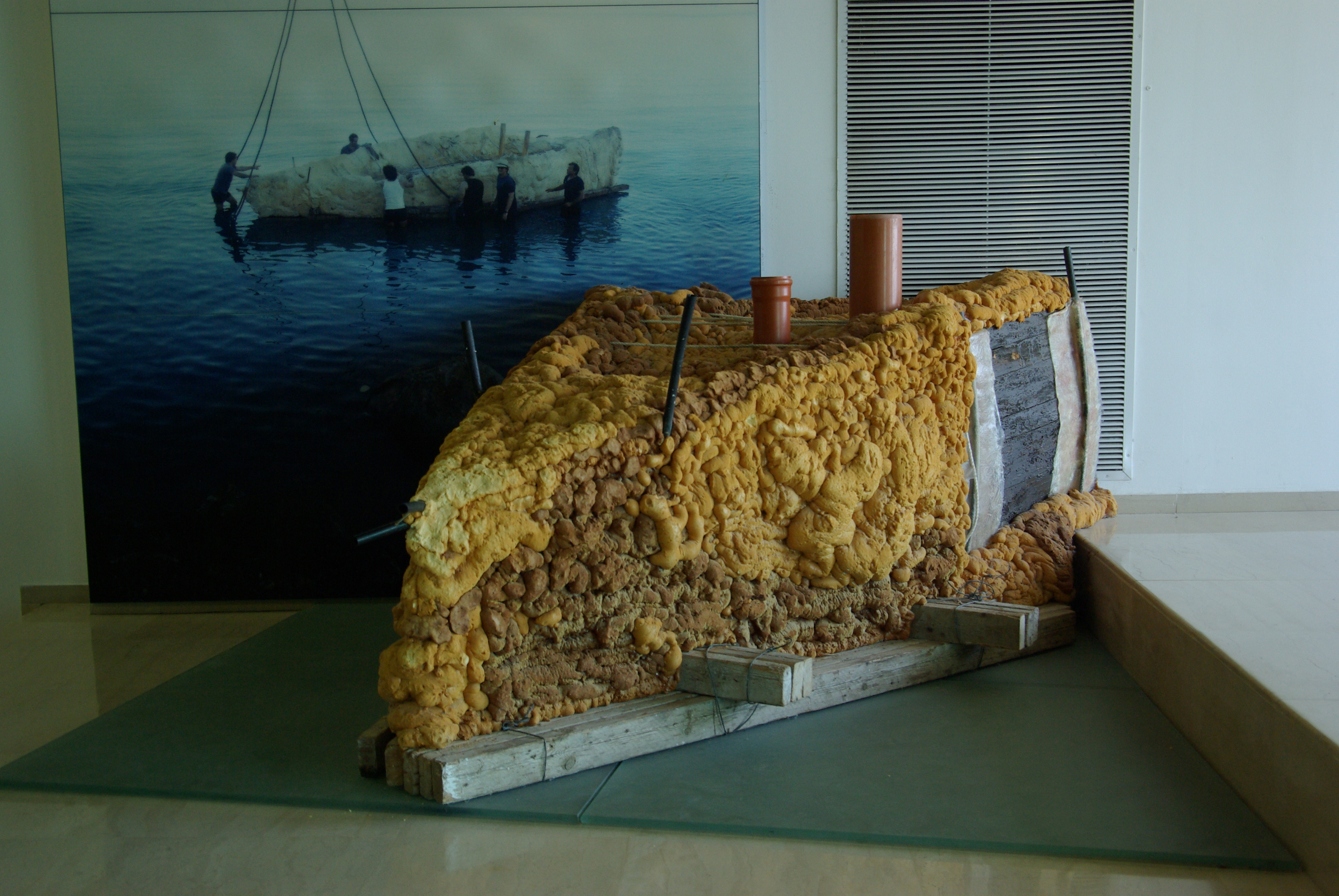
Частина ізоляційного пінопласту, який використовувався для підняття човна з дна озера

Брати повідомили про своє відкриття владі, яка направила групу археологів для дослідження. Команда зрозуміла, що останки човна мають величезне історичне значення як для євреїв, так і для християн, тому послідували археологічні розкопки, які провели члени кібуцу Гіносар, Управління старожитностей Ізраїлю та численні волонтери. Після того, як стало відомо, що це уламки античного човна, який ЗМІ назвали «Човном Ісуса», порятунок викликав неабиякий інтерес громадськості. Ходили чутки, що човен повний золота і місце розкопок необхідно стерегти вдень і вночі.
Необхідно було видобути човен із мулу без пошкоджень до того, як вода знову підніметься.    
Порятунок залишків човна був надзвичайно складним процесом, оскільки стародавня деревина набула крихкої губчастої консистенції і не допускала висихання. Після видалення бруду корпус стабілізували ребрами зі скловолокна, а човен огорнули поліетеленом і наповнили пінополіуретаном, що зробило його транспортабельним по воді. Огорнення шаром поліетилену дозволило в подальшому безпечно видалити пінополіуретан з деревини.

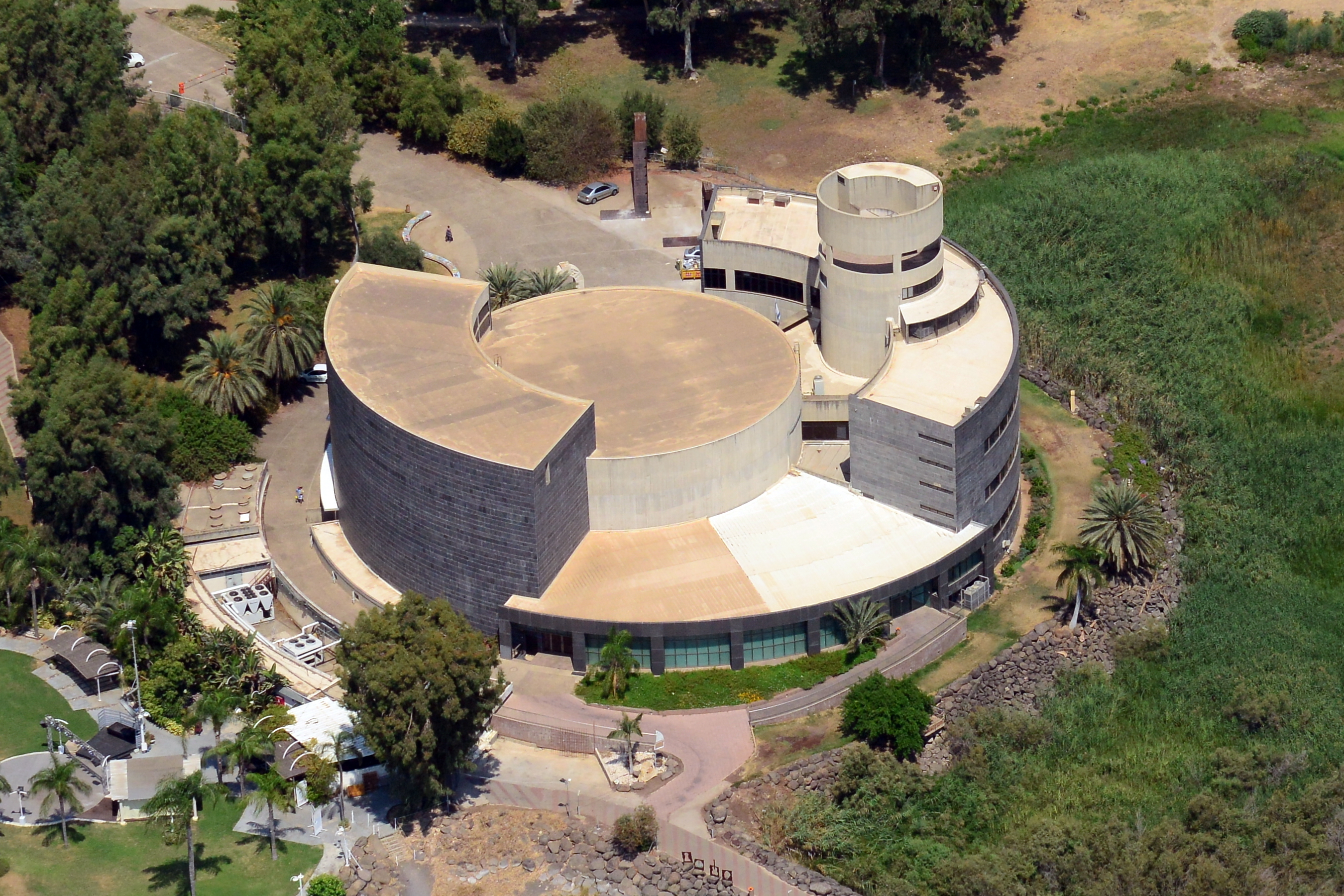
Музей і навчальний центр Ігаля Алона, кібуц Гіносар

Стабілізований таким чином човен доставили по воді до гавані кібуца, де був встановлений консерваційний барак. Тут під час тривалого процесу деревину стабілізували до такого стану, який би дозволив виставити її в музеї. Залишки човна тримали  дев'ять років у басейні, в якому вода в деревині повільно замінювалася на суміш поліетиленгліколю та синтетичного воску.
Контрольоване сушіння човна тривало ще рік. Після цього несучі склопластикові ребра замінили на конструкцію з металевих стійок і човен був виставлений для огляду в Музеї Ігаля Алона в кібуці Гіносар, неподалік від місця свого відкриття. В музейній експозиції крім врятованих залишків демонструється реконструкція початкового вигляду човна та наводиться інформація про складний процес його порятунку та реставрації.

## Фізичні параметри

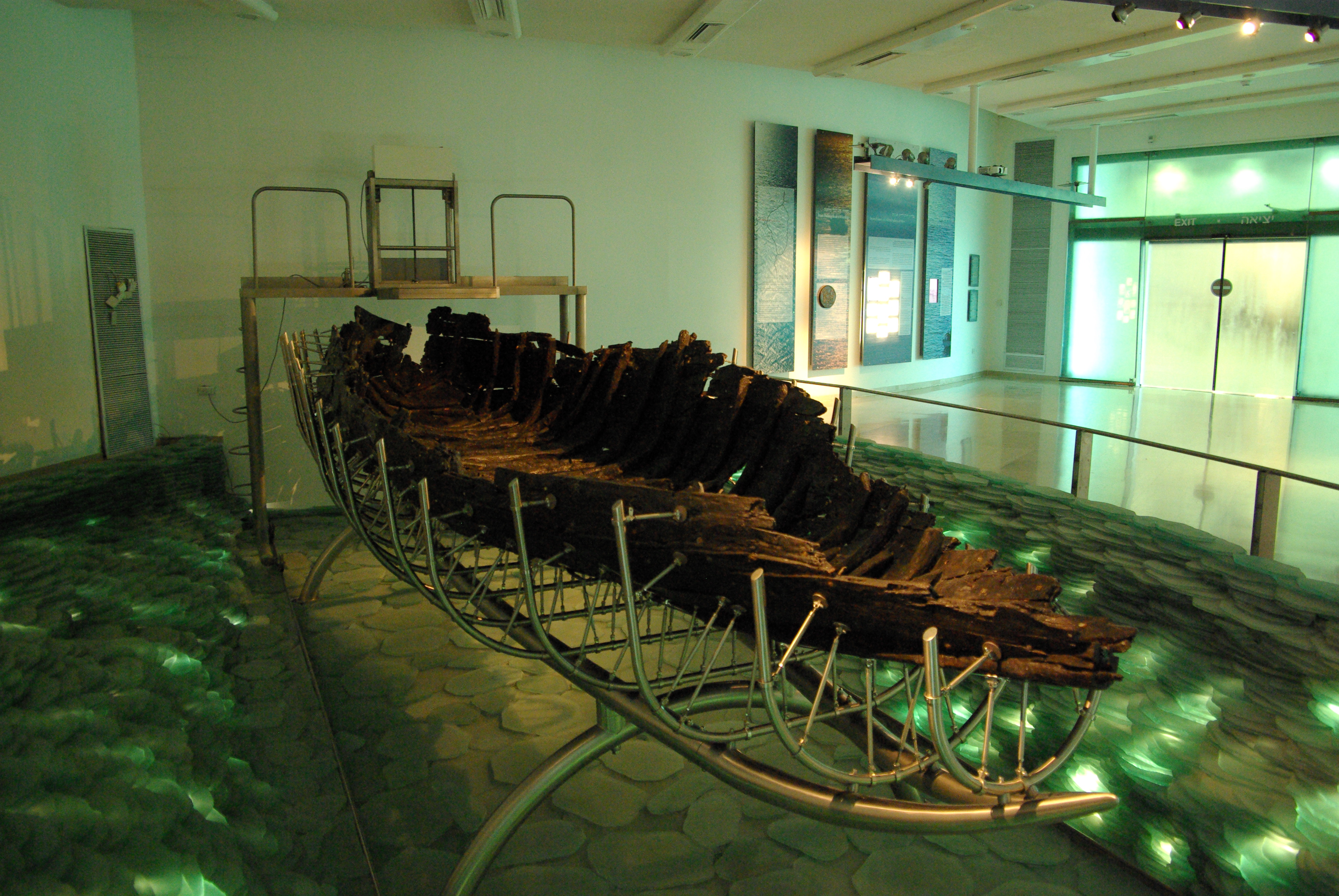
Човен виставлений у спеціальному музейному залі, в якому підтримується необхідний клімат.

Залишки човна мають довжину 8,3 метра, ширину 2,3 метра і максимально збережену висоту бортів 1,3 метра
Конструкція човна відповідає іншим човнам, побудованим у цій частині Середземного моря в період між 100 роком до нашої ери та 200 роком нашої ери. Човен, виготовлений переважно з кедрових дошок, з'єднаних між собою по технології шипа, а також металевими цвяхами, має плоске дно та мілку осадку, що дозволяє йому під час риболовлі наближатися близько до берега
Головним матеріалом, використаним для будівництва човна є деревина кедра, але крім нього присутні деталі з десяти різниї інших порід деревини, що свідчить або про нестачу деревини, або про те, що човен був виготовлений із використанням деталей старіших човнів або зазнав суттєвих і неодноразових ремонтів. Човен був гребним, з чотирма веслярами, що розміщувались в шаховому порядку, а також мав щоглу, що дозволяла рибалкам піднімати вітрило.

## Датування човна

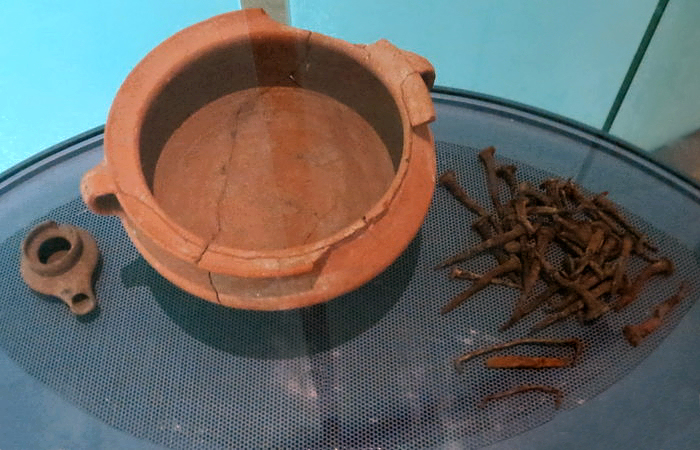
Знахідки з човна: керамічні олійна лампа та казанок, металеві цвяхи.

Човен був датований 40 роком до нашої ери (плюс-мінус 80 років) на основі радіовуглецевого датування та періодом від 50 до н. е. до 50 року нашої ери на основі аналізу кераміки (включаючи каструлю та лампу) та металевих цвяхів, знайдених у човні, а також технології будівництва корпусу. Докази неодноразових ремонтів свідчать про те, що човен використовувався кілька десятиліть, можливо, майже століття. Коли його власники-рибалки вирішили, що подальшому ремонту човен не підлягає, вони демонтували з нього усі корисні дерев'яні частини, і корпус зрештою затонув на дні озера. Там він був покритий мулом, що зберегло його від знищення аеробними бактеріями.

## Історична важливість
Галілейський човен є історично важливим для євреїв як приклад того типу човна, який використовували їхні предки в 1 столітті як для риболовлі, так і для транспортування через озеро. Раніше лише згадки римських авторів, Біблія та мозаїки дали археологам зрозуміти конструкцію цього типу суден.
Човен також важливий для християн, оскільки саме таким човном користувався Ісус і його учні, деякі з яких були рибалками. Такі човни відіграли важливу роль у житті та служінні Ісуса і згадуються в Євангеліях 50 разів, хоча немає жодних доказів того, що сам човен Галілейського моря безпосередньо пов'язаний з Ісусом чи його учнями.

## Сучасні репліки

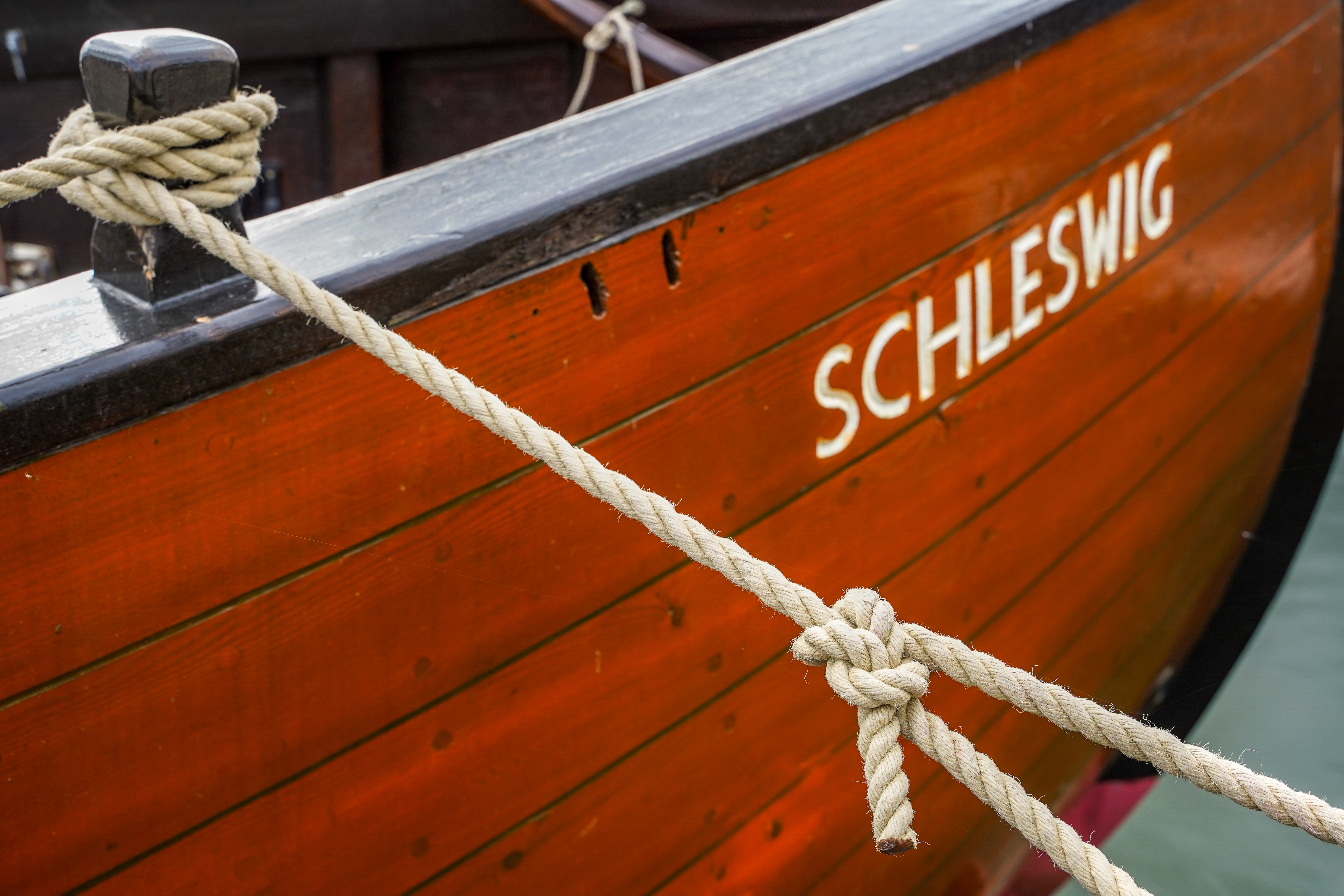
Репліка Біблійного товариства Шлезвіга

Копія човна була виготовлена на музейній верфі у Фленсбурзі, яка була спущена на воду в 2010 році під назвою «Ichthys» і використовується Шлезвізьким біблійним центром для музейних освітніх цілей.
Ще одна копія човна з Галілейського моря займає центральне місце на виставці Нового Завіту в музеї Бібельхаус на Франкфуртському музейному залі. Невеликі античні знахідки з Галілейського моря, які музей представляє як постійну позику від Ізраїльського управління старожитностей, згруповані навколо цієї експозиції. 
В 2006 році польський монах-францисканець Антоній Дудек разом з корабелами з Померанії виготовили репліку човна Галілейського моря в Прудніку у Польщі. Репліка, яку назвали «човен Петра» зберігається на березі озера Ледніца.